# Thierville-sur-Meuse
Thierville-sur-Meuse is een gemeente in het Franse departement Meuse in de regio Grand Est. De gemeente telde 3.168 inwoners op 1 januari 2022. De plaats maakt deel uit van het arrondissement Verdun.

## Geschiedenis
Thierville was een heerlijkheid die afhing van de bisschoppen van Verdun. Thierville had al in de 18e eeuw een militaire school van de genietroepen (1764-1797). Tijdens de Frans-Duitse Oorlog nam het Pruisische leger van generaal Wilhelm von Gayl Thierville in en leidde van hieruit het beleg van Verdun (oktober-november 1870). Aan het einde van de 19e eeuw werden er twee legerkazernes gebouwd in de gemeente.
De gemeente maakte deel uit van het kanton Charny-sur-Meuse tot dit op 22 maart 2015 werd opgeheven en Thierville-sur-Meuse werd opgenomen in het op die dag gevormde kanton Belleville-sur-Meuse.

## Geografie
De oppervlakte van Thierville-sur-Meuse bedroeg op 1 januari 2022 12,09 vierkante kilometer; de bevolkingsdichtheid was toen 262 inwoners per km².
De gemeente ligt op de linkeroever van de Maas en grenst aan Verdun.
De onderstaande kaart toont de ligging van Thierville-sur-Meuse met de belangrijkste infrastructuur en aangrenzende gemeenten.

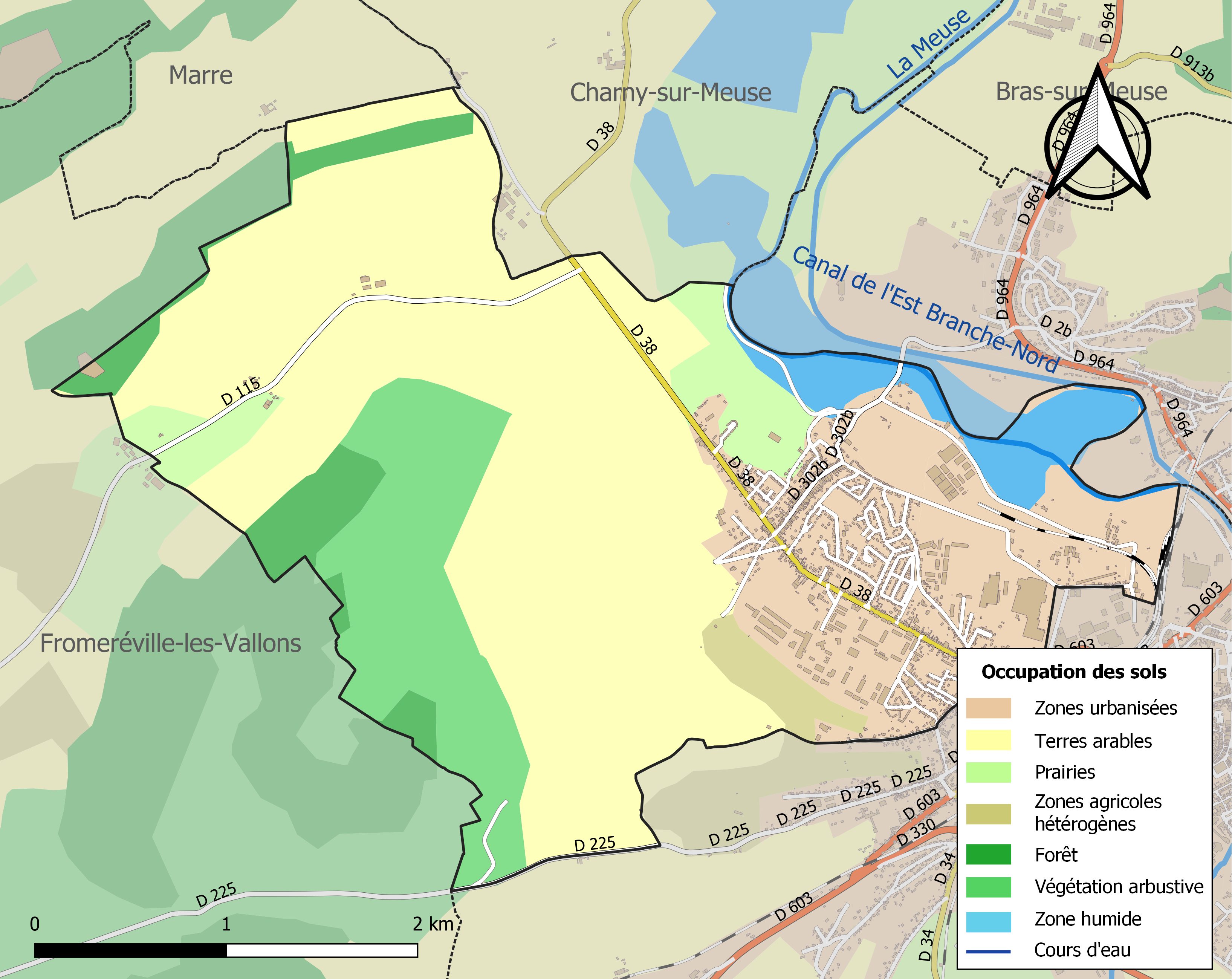

## Demografie
In 1800 telde de gemeente 437 inwoners; in 1901 2805 inwoners.
Onderstaande figuur toont het verloop van het inwonertal (bron: INSEE-tellingen).